# LAGEOS

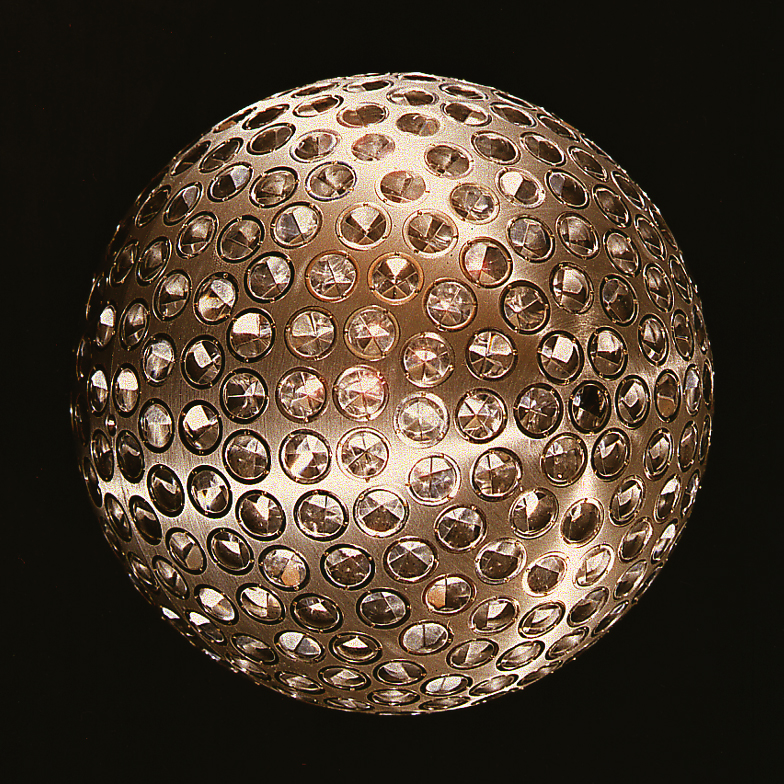
Satélite LAGEOS-1 (diâmetro=60 cm)

LAGEOS, ou Satélite de Geodinâmica a Laser, são uma série de dois satélites de investigação científica concebidos para proporcionar um laser de referência que varia de órbita para estudos geodinâmica da Terra. Cada satélite é um refletor de laser passiva de alta densidade em uma órbita terrestre média muito estável (MEO).

## Função e operação
A nave espacial são esferas de bronze coberto de alumínio com um diâmetro de 60 cm e massa de 408 kg, coberto com 426 retrorefletores cubo-canto, dando-lhes a aparência de bolas de golfe gigantes. 422 das retrorefletores são feitos de vidro de sílica fundida, enquanto os restantes 4 são feitos de germânio para obter medições no infravermelho para estudos experimentais de reflectividade e orientação por satélite. Eles não têm a bordo sensores ou eletrônicos e não são controlados por atitude.
A órbita do satélite é de uma altitude de 5.900 km (3.700 milhas), bem acima da órbita terrestre baixa e bem abaixo órbita geoestacionária e inclinações orbitais de 109,8 e 52,6 graus.
As medições são feitas através da transmissão de raios laser pulsados das estações de terra para os satélites. Os feixes de laser, em seguida, retornam à Terra depois de bater as superfícies reflectoras; os tempos de viagem são medido com precisão, permitindo que as estações de terra em diferentes partes da Terra para medir as suas separações para melhor do que uma polegada de milhares de milhas.
Os satélites LAGEOS tornam possível determinar as posições de pontos da Terra com precisão extremamente alta devido à estabilidade de suas órbitas. A alta taxa de massa-área e a estável geometria (independente de altitude) precisa, da nave espacial LAGEOS, juntamente com suas órbitas extremamente regulares, fazer esses satélites, as referências mais precisas posição disponível.

## Objetivos da missão

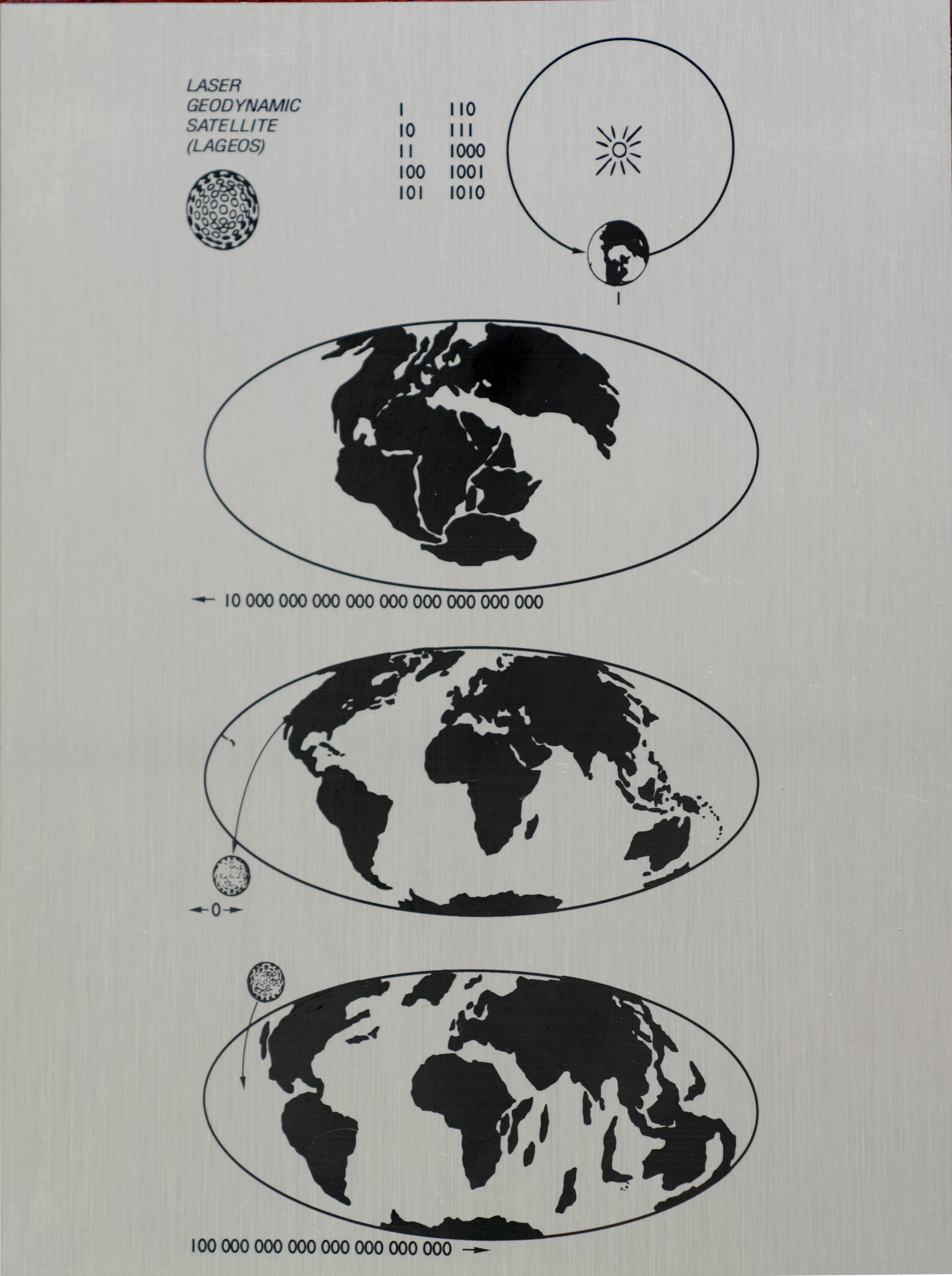
A placa LAGEOS, projetado por Carl Sagan

A missão LAGEOS consiste nos seguintes objetivos principais: (1) Proporcionar uma medição precisa da posição do satélite em relação à Terra, (2) determinar a forma do planeta (geóide), e (3) determinar movimentos de placas tectônicas associadas à deriva continental.
Estações de monitoramento do solo localizadas em muitos países (incluindo os EUA, México, França, Alemanha, Polónia, Austrália, Egito, China, Peru, Itália e Japão) têm variado para os satélites e dados dessas estações estão disponíveis em todo o mundo para os investigadores que estudam crustal dinâmica.
Há duas espaçonaves LAGEOS, LAGEOS-1 foi lançada em 1976, e LAGEOS-2 lançado em 1992. Em maio de 2011, as duas naves LAGEOS são rotineiramente rastreadas pela rede ILRS.

## Cápsula do tempo
LAGEOS-1 (que está previsto para re-entrar na atmosfera em 8,4 milhões de anos) também contém uma placa projetada por Carl Sagan para indicar a época geral LAGEOS-1 foi lançado para o futuro da humanidade. A placa inclui os números de 1 a 10 em binário. No canto superior direito é a terra com uma seta apontando para a direita, indicando o futuro. Ela mostra um #1 indicando uma revolução, igualando 1 ano. Em seguida, mostra 268435456 (em binário; 228) anos no passado, indicado por uma seta para a esquerda e a disposição dos continentes da Terra naquela época. O presente é indicado com um 0 e ambas as setas para frente e para trás. Em seguida, o arranjo estimado dos continentes em 8,4 milhões de anos, com uma seta virada para a direita e 8388608 em binário (223). LAGEOS aparece no lançamento no ano 0, e caindo para a Terra no diagrama de 8,4 milhões de anos.

## Dados de lançamento

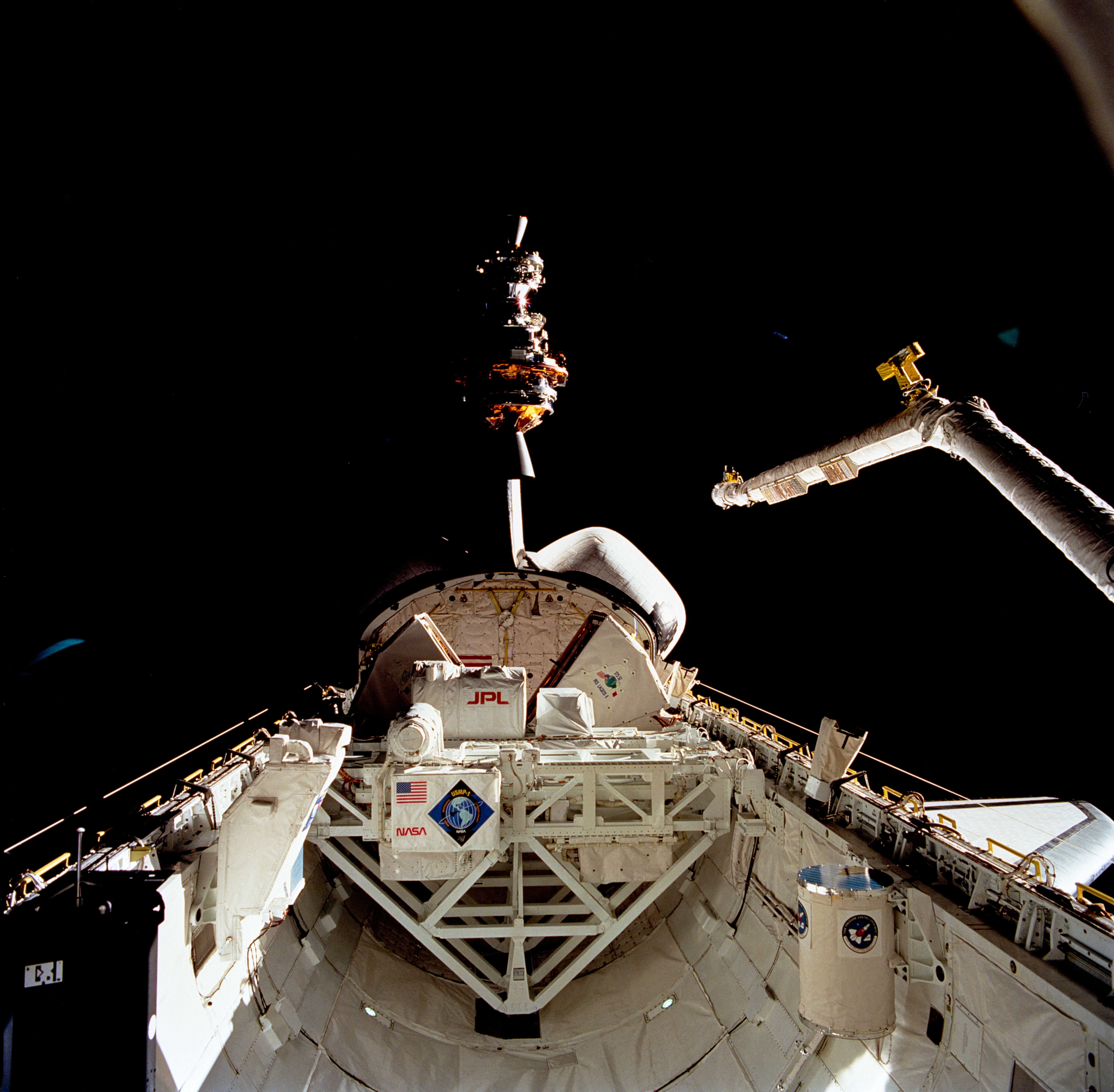
Implantação da LAGEOS-2 durante a missão STS-52

- LAGEOS 1, lançado no dia 4 de maio de 1976, NSSDC ID 1976-039A, NORAD Nº8820
- LAGEOS 2, implantado no dia 23 de outubro de 1992 a partir da STS-52, NSSDC ID 1992-070B, NORAD Nº22195

## Outras leituras
- Sagan, Carl (1978). Murmurs of Earth: The Voyager Interstellar Record. Random House. pp. 8–9.